# Megan Thee Stallion

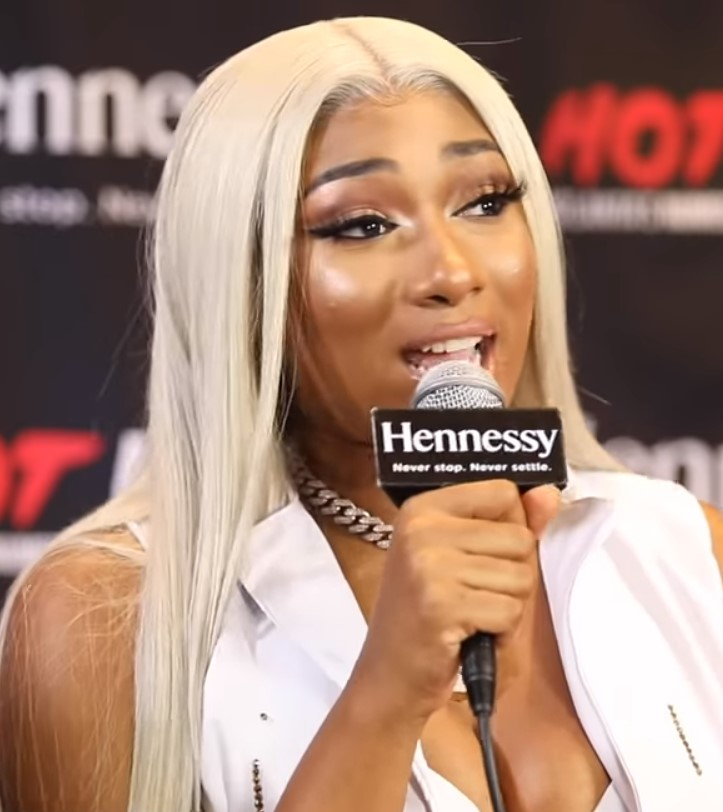
Megan Thee Stallion (2019)

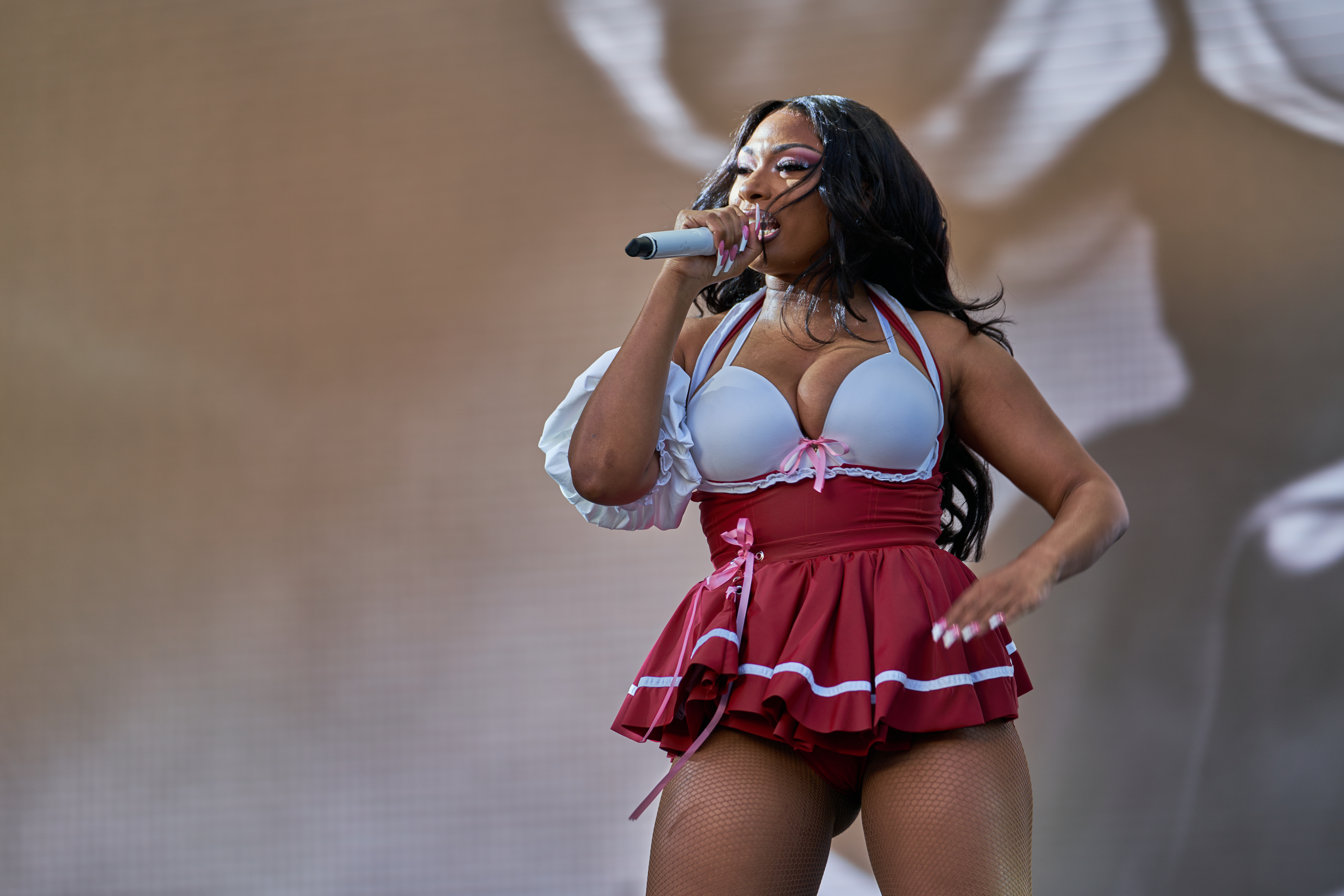
Megan Thee Stallion bei ihrem Auftritt auf dem Superbloom-Festival 2022 im Olympiastadion München

Megan Thee Stallion (* 15. Februar 1995 in Houston, Texas als Megan Pete) ist eine US-amerikanische Rapperin.

## Leben
Megan Thee Stallion wurde 1995 in Houston geboren und wuchs dort auch auf. Bereits ihre Mutter Holly Thomas war unter dem Künstlernamen Holly-Wood als Rapperin tätig und nahm ihre Tochter regelmäßig mit ins Tonstudio. Ihre Mutter starb 2019 an den Folgen eines Hirntumors.
Ihre ersten Rap-Texte schrieb sie im Alter von 16 Jahren. Gemäß dem Rat ihrer Mutter startete sie ihre Rap-Karriere aufgrund teilweise zweideutiger Texte erst mit 21 Jahren. Im Jahr 2013 erlangte sie erstmals Aufmerksamkeit aufgrund eines Cyphers gegen andere männliche Mitstreiter an ihrer damaligen Universität. Im Verlauf konnte sie sich durch die regelmäßige Veröffentlichung ihrer Freestyles auf Instagram eine Fangemeinde aufbauen. Während ihrer Jugendzeit wurde sie oftmals als stallion (englisch für Hengst) bezeichnet, woraus sich ihr Künstlername ergab.

## Karriere
Ihr erstes Mixtape Rich Ratchet und die dazugehörige Singleauskopplung Like a Stallion veröffentlichte sie 2016. Ein Jahr später folgte die EP Make It Hot. Anfang 2018 unterschrieb sie bei dem Label 1501 Certified Ent. ihren ersten Plattenvertrag und veröffentlichte im Juni erstmals mit Labelunterstützung die EP Tina Snow. Der Name ergab sich aus einem selbst erdachten Alter Ego. Das Projekt erhielt durchweg positive Kritiken.
Im November 2018 unterschrieb sie als erster weiblicher Rapper einen Vertrag bei 300 Entertainment. Der Labelwechsel ermöglichte ihr den Durchbruch aufgrund der Veröffentlichung des Liedes Big Ole Freak. Im April 2019 erreichte die Single erstmals die Billboard Hot 100 und wenig später Platz 65. Im Mai 2019 wurde ihr erstes kommerzielles Mixtape Fever veröffentlicht, das abermals positive Kritiken bekam. Es erreichte auf Anhieb Platz zehn der Billboard 200.
Im Juni 2019 wurde sie als einer der Teilnehmer der jährlichen Freshman-List des XXL-Magazins bekanntgegeben. Ihr Freestyle während des Cyphers erhielt positive Resonanz. Im November 2020 erschien ihr erstes Album, Good News. Es hat 17 Titel, darunter auch Savage (Remix, feat. Beyoncé). Bei Amazon Video erscheint im Oktober 2024 In Her Words, eine biografische Dokumentation über Megan Thee Stallion.

## Auszeichnungen
- Megan Thee Stallion wurde im Jahr 2020 mit dem Apple-Music-Award Breakthrough Artist of the Year ausgezeichnet.
- Mit ihrem Video Savage gewann Megan Thee Stallion 2020 den MTV Video Music Award in der Kategorie Best Hip Hop Video. Ebenfalls nominiert waren außerdem: Eminem, Travis Scott, Future, DaBaby und Roddy Ricch.[17]
- Bei den Grammy Awards 2021 gewann sie in der Kategorie Best New Artist. Darüber hinaus bekam sie für Savage (feat. Beyoncé) den Grammy für den besten Rap Song und für die beste Rap-Darbietung.[18]

## Diskografie
Studioalben

| Jahr | Titel Musiklabel                              | Höchstplatzierung, Gesamtwochen, AuszeichnungChartplatzierungen (Jahr, Titel, Musiklabel, Platzierungen, Wochen, Auszeichnungen, Anmerkungen) | Höchstplatzierung, Gesamtwochen, AuszeichnungChartplatzierungen (Jahr, Titel, Musiklabel, Platzierungen, Wochen, Auszeichnungen, Anmerkungen) | Höchstplatzierung, Gesamtwochen, AuszeichnungChartplatzierungen (Jahr, Titel, Musiklabel, Platzierungen, Wochen, Auszeichnungen, Anmerkungen) | Höchstplatzierung, Gesamtwochen, AuszeichnungChartplatzierungen (Jahr, Titel, Musiklabel, Platzierungen, Wochen, Auszeichnungen, Anmerkungen) | Höchstplatzierung, Gesamtwochen, AuszeichnungChartplatzierungen (Jahr, Titel, Musiklabel, Platzierungen, Wochen, Auszeichnungen, Anmerkungen) | Anmerkungen                                                   |
| Jahr | Titel Musiklabel                              | DE | AT | CH | UK | US | Anmerkungen                                                   |
| ---- | --------------------------------------------- | --- | --- | --- | --- | --- | ------------------------------------------------------------- |
| 2020 | Good News 1501 Certified / 300 Entertainment  | — | — | — | UK46 Silber · (1 Wo.)UK | US2 Platin · (75 Wo.)US | Erstveröffentlichung: 20. November 2020 Verkäufe: + 1.067.500 |
| 2022 | Traumazine 1501 Certified / 300 Entertainment | — | — | — | UK65 (1 Wo.)UK | US4 Gold · (14 Wo.)US | Erstveröffentlichung: 12. August 2022 Verkäufe: + 500.000     |
| 2024 | Megan Hot Girl Productions LLC                | — | — | — | UK97 (1 Wo.)UK | US3 (34 Wo.)US | Erstveröffentlichung: 28. Juni 2024                           |